# Puente Villarán
El Puente Villarán también conocido como el puente # 99 o el Puente de Canóvanas, es una estructura que se ubica en la localidad de Canóvanas, en el estado libre asociado de Puerto Rico, que fue construida en el año 1892. Fue incluida en el Registro Nacional de Lugares Históricos de los Estados Unidos en 1995.